# Еишо (Хејан период)
Еишо (永承) је јапанска ера (ненко) која је настала после Кантоку и пре Тенги ере. Временски је трајала од априла 1046. до јануара 1053. године и припадала је Хејан периоду. Владајући монарх био је цар Го-Реизеи.

## Важнији догађаји Еишо ере
- 1046. (Еишо 1): Минамото но Јоринобу пише о духу цара Оџина, славећи га као претка и манифестацију Ивашимицу Хачиман храма.[4]
- 1048. (Еишо 3): Јоринобу умире у 81 години.[5]
- 1051. (Еишо 6): У провинцији Муцу Абе но Садато и Мунето покренули су побуну, касније позната као деветогодишњи рат (1051–1062) која иако је трајала једанаест година односи се само на период деветогодишње борбе. Као одговор на сукобе Монамото но Јоријоши постаје гувернер Муцу провинције и добија титулу „чинџугу шогуна“ са задатком да обезбеди мир. Јоријоши је прва особа која је добила ову титули иако је и његов деда (Минамото но Цунемото) држао високу позицију „сеито фуку-шогуна“.[6]
- Завршена је једанаеста реконструкција Касуга храма у Нари.[7]